# Manuel Quintana
Pour les articles homonymes, voir Quintana.
Manuel Quintana (Buenos Aires le 19 octobre 1835 – 12 mars 1906). Avocat et homme politique argentin, qui exerce la présidence de la Nation du 12 octobre 1904 à sa mort le 12 mars 1906, laissant son mandat au vice-président José Figueroa Alcorta.

## Biographie
Il esr élu président en 1904 et doit faire face au soulèvement radical de 1905. Sa présidence se déroule durant la période dite de la République conservatrice, caractérisée par le gouvernement élitiste du Parti autonomiste national (PAN) et par la fraude électorale.
Avant de devenir président, il est député et sénateur national pour Buenos Aires.
De sa gestion à la tête du pouvoir exécutif d'Argentine, il faut souligner la promotion de l'immigration, l'extension des voies ferrées, l'augmentation des échanges commerciaux et l'amélioration générale de l'économie du pays. Il nationalisa l'université de La Plata. Il réglementa l'exercice des professions libérales et instaura la loi sur le repos dominical.